# Stokely Chaffin
Stokely Chaffin(ur. w Tuscaloosie w Alabamie) – amerykańska producent filmowa. Obecnie współpracuje w wytwórnią New Line Cinema.

## Filmografia

### Producent
- 1997: Wulkan (Volcano)
- 1997: Koszmar minionego lata (I Know What You Did Last Summer)
- 1998: Ludzie rozrywki (The Rat Pack)
- 1998: Koszmar następnego lata (I Still Know What You Did Last Summer)
- 1999: Napad (Held Up)
- 2001: Poza świadomością (Soul Survivors)
- 2002: Dziewczyna z Alabamy (Sweet Home Alabama)
- 2003: Wyścig z czasem (Out of Time)

### Producent wykonawcza
- 2003: Freddy kontra Jason (Freddy vs. Jason)
- 2006: Węże w samolocie (Snakes on a Plane)

### Aktorka
- 1994: Floundering jako asystent fotografa